# La Paloma (Rocha)
La Paloma è un comune dell'Uruguay, situato nel Dipartimento di Rocha.